# 安格爾湖
53°16′26″N 14°09′25″E / 53.27389°N 14.15694°E
安格爾湖（德語：Angelsee），是德國的湖泊，位於該國東北部，由梅克倫堡-前波美拉尼亞州負責管轄，處於前波美拉尼亞-格賴夫斯瓦爾德縣，面積0.02平方公里，海拔高度41米。